# Lagoa de Imaruí
A Lagoa de Imaruí está localizada entre os municípios de Imaruí, Pescaria Brava, Imbituba e Laguna, no estado brasileiro de Santa Catarina. 
Os principais rios que desembocam nesta lagoa são os rios Aratingaúba e Siqueiro.
Em conjunto com as lagoas Mirim e Santo Antônio, forma um sistema lagunar ou complexo lagunar com uma área de 86,32 km². 
A Lagoa destaca-se pela boa produtividade de seus viveiros de criação de camarões marinhos. A boa produção deve-se à implantação do Programa para o Desenvolvimento do Cultivo de Camarões que facilitou a introdução do Litopenaeus vannamei, comercialmente conhecido como camarão-de-patas-brancas ou camarão-branco-do-pacífico. A introdução desses pescados elevou em 80% a quantidade de empreendimentos, assim como a produção de 564 tonelados em 2001 para 2.762 toneladas no ano de 2005.